# Draculoides vinei
Draculoides vinei är en spindeldjursart som beskrevs av Harvey 1992. Draculoides vinei ingår i släktet Draculoides och familjen Hubbardiidae. Inga underarter finns listade i Catalogue of Life.